# Hirofumi Numata
Hirofumi Numata (沼田宏文?, Numata Hirofumi; 15 agosto 1952 – 28 dicembre 2022) è stato un cestista giapponese.

## Carriera
Con il Giappone ha partecipato a due edizioni dei Giochi olimpici (Monaco 1972, Montréal 1976).